# Pohorski Vouvel
Pohorski Vouvel je slovenska ljudska bajka. Objavljena je bila v knjigi Jakoba Kelemine, Bajke in pripovedke slovenskega ljudstva z mitološkim uvodom, in sicer v tretjem delu, kjer se nahajajo bajke in pripovedke o demonskih bitjih. 

## Vsebina
Pohorski Vouvel je skrit v Turjaku, v neki temni volini. Mož je zelo močan in ima močan apetit. Za zajtrk naj bi pojedel celega zajca in izpil celo Mislinjo.
Nekoč je pastir zaspal na paši, ko pa se je zbudil je videl, da mu je izginilo 9 krav. Po stopinjah je ugotovil, da so odšle proti Turjaku. Ko je za njimi vstopil v globoko votlino je tam našel spečega velikana. V temi se mu je zazdelo, da ima Vouvel kačji rep. Pastir je zbežal in povedal gospodu kar je videl. Gospod ga je poškropil z žegnano vodo, Vouvel pa se je zbudil, spremenil v pozoja ter švignil čez planine. 
Ker je imel Vouvel v gori veliko živine se je kovač, ki je prvi opazil, da ga ni doma, odpravil tja. Potrkal je na vrata, njegova žena pa mu je rekla da bo lahko odprl vrata le, če najde travo vouvelico in reče: »Hajd, krava, nazaj h Krsniku, zemlji je treba dežja!« tedaj se bodo vrata hitro odprla.
Kovač je zato šel iskat to travo, vendar je ni našel. Prej kot travo je zagledal Vouvela na črni megli, ko se je vračal domov. Zbežal je, da ga velikan ne bi ulovil. 
Vouel naj bi bil poročen, za ženo pa naj bi imel Grakinjo, ki mu je kuhala in dajala pijačo farezino ali brazino. Ta pa naj bi se delala iz trave, ki ob polnoči do ene zraste in se razcvete na najvišjem rtu Pohorja, kadar kurijo kresove. Do te trave naj bi prišle le Grake, ker imajo kremplje.

## Interpretacija
- Pripovedovalec: tretjeosebni ali avktorialni
- Književni prostor: Turjak, Pohorje
- Književni čas: neznan
- Književne osebe: Vouel, pastir, kovač, gospod
- Motiv: motiv velikana, motiv trave, motiv krav, motiv spanja, motiv črne megle, motiv bega, motiv lakote, motiv kresov, motiv minljivosti (trava cveti samo eno uro), motiv nedosegljivosti
- Ljudsko število: 9 krav

Velikan Vouvel je eden od dvojice pohorskih velikanov ali Ajdov, drugi pa je Baulon. Velikani se delijo na hribovske (stramorji) in dolinske (vodani) velikane.